# Monaco mindörökké
A Monaco mindörökké (Monaco Forever) 1984-es film, melyet William A. Levey rendezett. A főszerepben Charles Pitt látható, aki egy amerikai ékszertolvajt alakít Monacóban. Michael megpróbál kirabolni egy ékszerüzletet, eközben pedig rengeteg embert megismer.
A film hossza 48 perc, és leginkább arról híres, hogy az akkor még ismeretlen színésznek számító Jean-Claude Van Damme feltűnik benne egy rövid jelenet erejéig, mint „meleg karatés”.